# Francesco Fedeli detto il Maggiotto

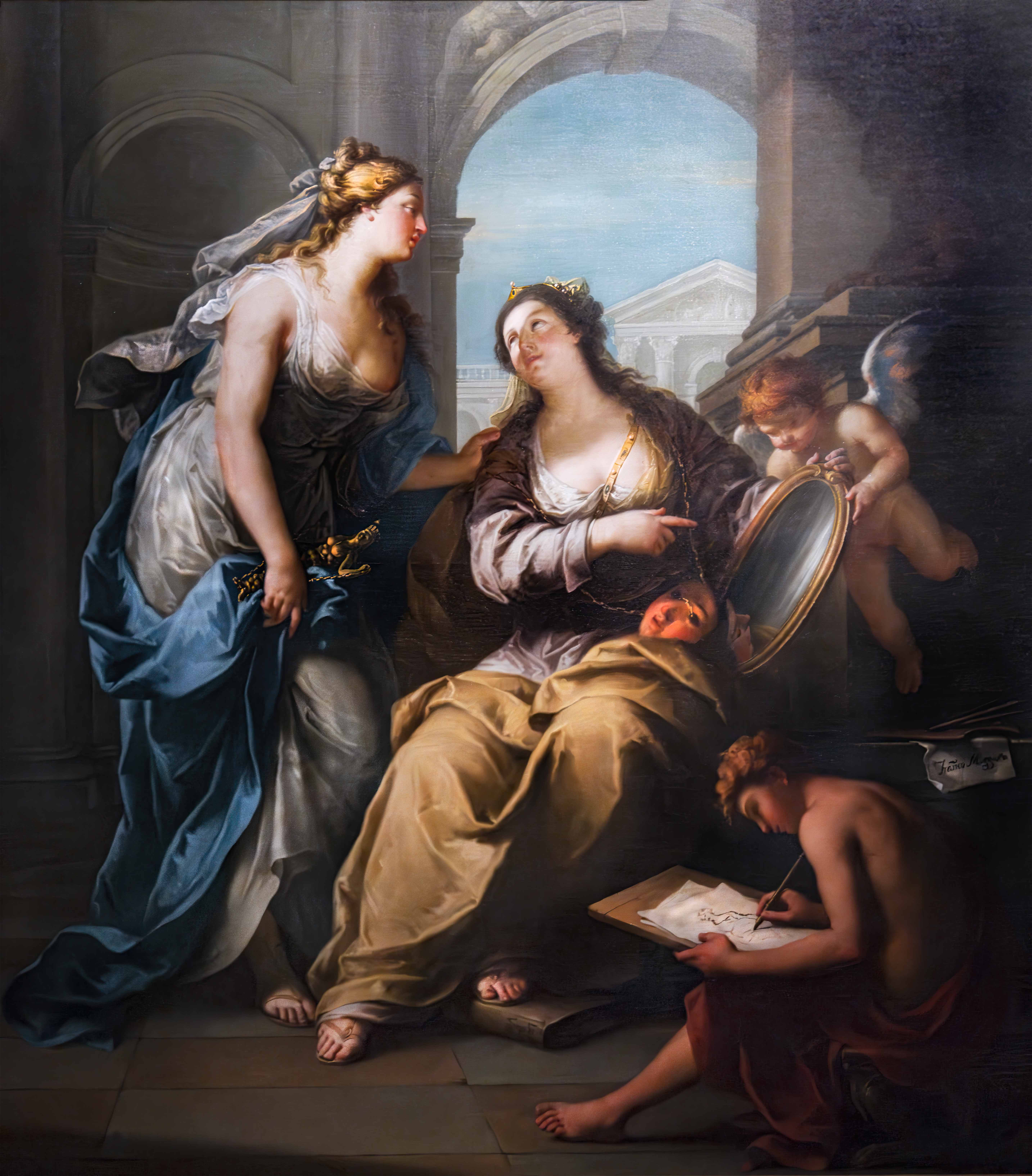
Allegoria della Pittura, 1768-69, Gallerie dell'Accademia, Venezia

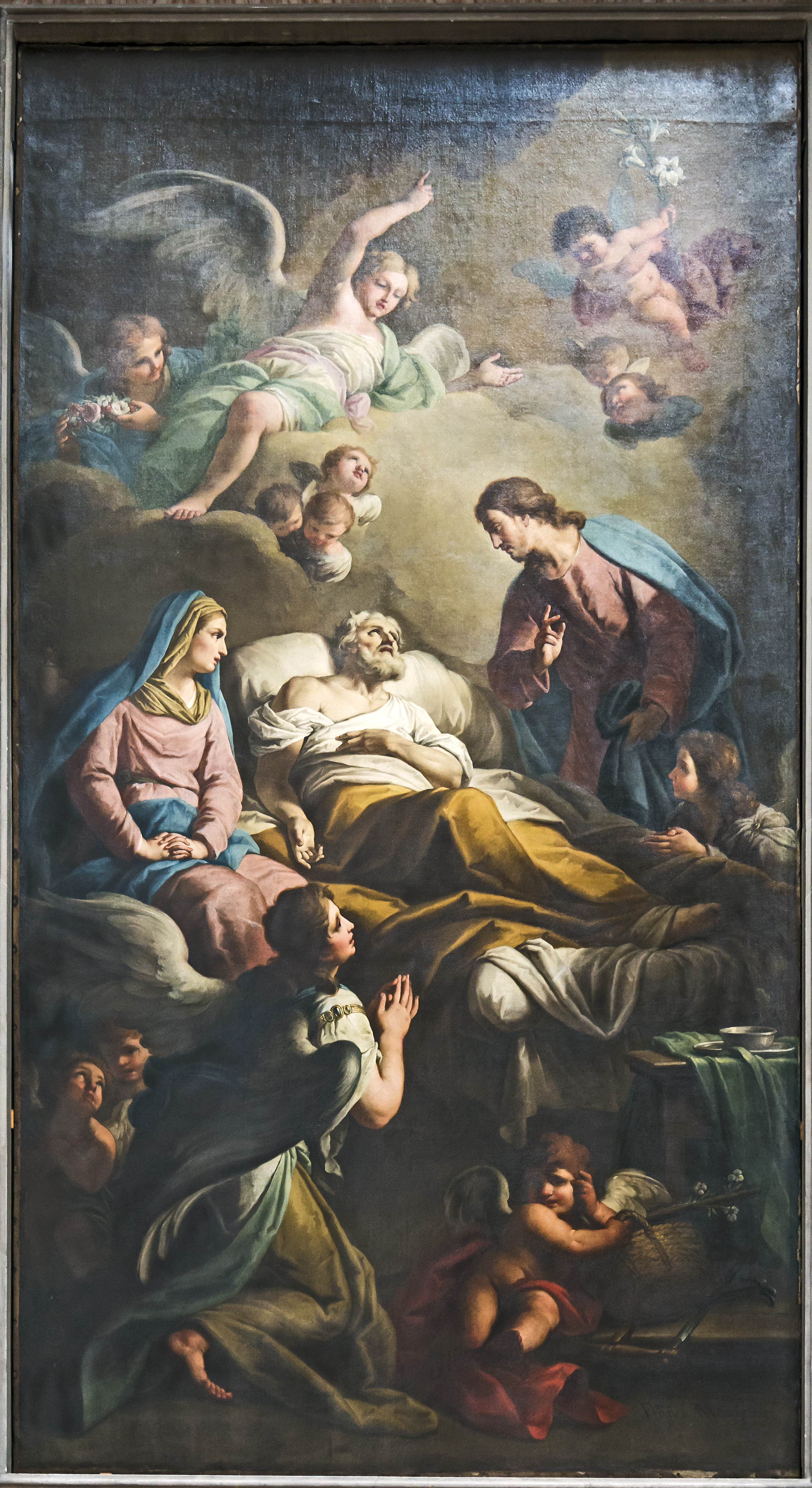
Morte di San Giuseppe, (1775, Chiesa di San Geremia, Venezia).

Francesco Fedeli, detto il Maggiotto (Venezia, 1738 – Venezia, 13 settembre 1805), è stato un pittore e fisico italiano.

## Biografia
Figlio di Domenico Fedeli, con cui condivise il soprannome Maggiotto, si formò nello stile del padre. Dapprima subì l'influenza, tra gli altri, anche di Piazzetta, Pittoni, Tiepolo e Zuccarelli, ispirandosi senza preferenze a ogni maniera contemporanea. Di questo periodo fa parte La Pittura e la Natura (1769), che offrì all'Accademia e ancora oggi è nelle Gallerie. Imitò anche il genere di Pietro Longhi ma con minore ironia e maggiore moralismo.
Negli anni successivi la sua pittura divenne più sciolta e si moltiplicarono le commissioni sia a carattere mitologico, che religioso. Dipinse tra l'altro una serie di 168 piccoli Ritratti di dogi, dogaresse, veneti patriarchi, cardinali e pontefici a olio su rame nel 1778 per il bibliofilo Maffeo Pinelli oggi dispersi, ma alcuni rintracciabili nel mercato antiquario.
Successivamente adottò modi che anticipavano in qualche modo il neoclassicismo: è il caso del Trionfo della Croce e degli angeli a monocromo per la Scuola grande di San Giovanni Evangelista o dei dipinti per San Francesco della Vigna.
Dagli anni novanta ebbe una forte involuzione stilistica: è il caso dell'Autoritratto con gli allievi Pedrini e Florian (1792). Di notevole importanza è il fatto che nel 1771 venne nominato maestro di pittura nell'Accademia veneziana, di cui divenne anche presidente (1790). Qui ebbe tra i suoi allievi coloro i quali diverranno personalità di spicco del neoclassicismo veneto, quali Lattanzio Querena, Giovanni Carlo Bevilacqua, Natale Schiavoni e lo stesso Francesco Hayez. Nel 1796 fu nominato "ispettore alle pubbliche pitture di Venezia" con lo scopo di riferire sullo stato dei dipinti di proprietà pubblica, una funzione che mantenne anche durante l'inizio dell'occupazione francese.

## Interessi scientifici
Maggiotto si occupò anche di fisica, e in particolare di elettricità; di questa sua attività ci restano alcune pubblicazioni a stampa. Inoltre, secondo quanto si desume dal testamento di Maggiotto nonché dall'autobiografia del suo allievo Giovanni Carlo Bevilacqua, inventò e costruì alcuni telescopi e camere oscure. Grazie a queste sue ricerche, divenne anche membro della Royal Society of London.

## La "macchina elettrica"
In una sua lettera all'abate Giuseppe Toaldo, Francesco Maggiotto espone i suoi progressi nel campo dell'elettricità e, in particolare, nello sviluppo di una macchina in grado di generare scintille elettriche per strofinamento (effetto triboelettrico). Nel Settecento, infatti, cresceva il desiderio degli studiosi di fare esperimenti e verificare le teorie non solo per scopi di ricerca, ma anche per fini meramente didattici e, specie in Gran Bretagna, fiorivano le botteghe specializzate nella costruzione di apparecchiature scientifiche. In casi di necessità o mancanza di risorse economiche, come quello dello scienziato Luca de Samuele Cagnazzi, erano gli stessi studiosi a costruirsi gli apparecchi scientifici.
Maggiotto, nella lettera, spiega come abbia svolto innumerevoli prove e costruito insieme a suo fratello molte macchine elettriche in grado di sprigionare il "fluido elettrico". I suoi sforzi, così come quello di altri studiosi suoi contemporanei, era quello di massimizzare la scarica elettrica al fine di renderla utile ai fisici. Molte prove erano state già fatte, e vari tipi di macchine erano stati costruiti i quali utilizzavano cilindri oppure dischi che per strofinamento con un oggetto esterno si caricavano di energia elettrostatica e sprigionavano scintille anche molto potenti; questo indicava ai fisici dell'epoca l'esistenza di un "fluido elettrico", come si chiamava allora.
Alcune macchine accoppiavano più cilindri o dischi ma questo, secondo Maggiotto, non andava ad accrescere proporzionalmente l'energia elettrostatica accumulata e quindi l'intensità della scintilla. Maggiotto aveva notato le ottime proprietà del cristallo nel generare energia elettrostatica per strofinio, ma non si poteva costruire un intero disco o o cilindro di cristallo dal momento che non esistevano in natura materiali di tali dimensioni e, qualora ve ne fossero, i costi sarebbero stati esorbitanti.
L'idea di Maggiotto, che avrebbe migliorato l'efficienza della macchina secondo i suoi stessi esperimenti, era quella di costruire un solo disco o cilindro (piuttosto che molti in serie), utilizzando più materiali e in particolare legno di bosso per il cilindro vero e proprio (la "ruota") del diametro di "30 oncie", sulla cui circonferenza erano fissati i cristalli con delle viti. Tali cristalli, durante il movimento della ruota, andavano a sfregare contro quattro "strofinatori", cioè dei cuscinetti di otto pollici, composti da "crini" (probabilmente, peli di animale) ricoperti da un sottilissimo foglio di ottone (all'epoca detto volgarmente "oro cantarino"); inoltre, tali strofinatori erano premuti contro la superficie della ruota attraverso delle molle. Secondo le esperienze di Maggiotto, tale modello di strofinatori era molto efficiente anche grazie alle particolari proprietà isolanti dei "crini" e sarebbe stato copiato da altri sulla base della sua idea. Gli strofinatori erano collegati a dei conduttori, a loro volta collegati a dei vasi armati "di foglia di stagno", il cui scopo era contenere l'energia elettrostatica creata.
Secondo le esperienze dello stesso Maggiotto, l'efficienza della macchina (e quindi l'intensità della scarica elettrica) era molto maggiore delle altre costruite fino ad allora e mostrava ottimi risultati anche in presenza di condizioni ambientali sfavorevoli come ad esempio la presenza di umidità nell'aria; ciò era dovuto alle notevoli proprietà isolanti dei crini, utilizzati sia negli strofinatori, sia per l'isolamento dei conduttori. Secondo il suo costruttore, tale macchina potrebbe essere costruita di maggiori dimensioni di diametro nonché con un maggior numero di strofinatori e punte di cristallo, rendendo così la macchina in grado di generare scariche molto più potenti, ma questo avrebbe reso l'azionamento della macchina più dispendioso in termini di forza necessaria; un modo per ovviare a questo inconveniente, sempre secondo Maggiotto, potrebbe essere l'utilizzo dell'energia dell'acqua. Altro punto di forza della macchina era la facilità ed economicità con la quale poteva essere riparata in caso di guasti anche grazie alla semplicità di costruzione.
La scarica elettrica generata dall'energia raccolta dalla macchina e contenuta nei suddetti vasi è stata in grado di forare «20 grossi cartoni, posti l'uno sopra l'altro, che formavano la grandezza di un pollice e mezzo». Tra le intuizioni più degne di nota di Maggiotto, c'è sicuramente quella di aver intuito che non vi è "in natura alcun corpo che non lasci interamente scappare il fluido elettrico", avendo compreso che tutti i materiali manifestano un certo grado di resistenza elettrica.

## Opere
- Saggj sopra l'attività della macchina elettrica costruita da Francesco Maggiotto ed alcuni riflessi attorno l'elettrico fluido, Venezia, Pietro Marcuzzi, 1781.
- Considerazioni elettriche, Venezia, 1781.[2]
- Lettera di Francesco Maggiotto a Giuseppe Toaldo sopra una nuova costruzione di macchina elettrica, 1781.[2]